# Antarctonemertes papilliformis
Antarctonemertes papilliformis är en djurart som tillhör fylumet slemmaskar, och som först beskrevs av Korotkevich 1977.  Antarctonemertes papilliformis ingår i släktet Antarctonemertes och familjen Tetrastemmatidae. Inga underarter finns listade i Catalogue of Life.